# Jan Lammers (voetballer)
Jan Lammers (Zevenaar, 10 mei 1995) is een Nederlands voetballer die doorgaans speelt als centrale verdediger. In juli 2024 verliet hij De Graafschap.

## Clubcarrière
Lammers speelde vanaf zijn vierde levensjaar bij amateurclub DCS, maar toen hij acht was verliet hij die club voor De Graafschap. Bij die club stroomde hij in 2014 door naar het eerste elftal, waar hij reserve werd achter basisspelers Robin Pröpper en Ted van de Pavert. Op 13 september 2014 debuteerde Lammers voor De Graafschap, toen met 3–2 gewonnen werd van Telstar. Lammers mocht van coach Jan Vreman in de drieënzestigste minuut invallen voor Pröpper. In het seizoen 2016/17 had Lammers overwegend een basisplaats bij De Graafschap.
Nadat zijn contract aan het einde van die jaargang afliep, verkaste hij naar RKC Waalwijk, waar hij zijn handtekening zette onder een verbintenis voor de duur van twee seizoenen. Bij zijn nieuwe club werd hij direct benoemd tot aanvoerder. In januari 2019 ging hij in Indonesië voor Borneo FC spelen. Begin 2020 sloot hij aan bij TOP Oss. In de zomer leek hij weg te gaan uit Oss, maar hij kreeg toch een nieuw contract voor twee seizoenen. Na het aflopen van zijn contract keerde Lammers terug bij De Graafschap. Aan het einde van het seizoen 2023/24 werd zijn aflopende contract niet verlengd door de clubleiding.

## Clubstatistieken
| Seizoen | Club          | Competitie     | Competitie | Competitie | Beker | Beker | Internationaal | Internationaal | Totaal | Totaal |
| Seizoen | Club          | Competitie     | Wed.       | Dlp.       | Wed.  | Dlp.  | Wed.           | Dlp.           | Wed.   | Dlp.   |
| ------- | ------------- | -------------- | ---------- | ---------- | ----- | ----- | -------------- | -------------- | ------ | ------ |
| 2014/15 | De Graafschap | Eerste divisie | 8          | 0          | 2     | 1     | —              | —              | 10     | 1      |
| 2015/16 | De Graafschap | Eredivisie     | 5          | 0          | 1     | 0     | —              | —              | 6      | 0      |
| 2016/17 | De Graafschap | Eerste divisie | 28         | 2          | 1     | 0     | —              | —              | 29     | 2      |
| 2017/18 | RKC Waalwijk  | Eerste divisie | 23         | 1          | 3     | 0     | —              | —              | 26     | 1      |
| 2018/19 | RKC Waalwijk  | Eerste divisie | 11         | 1          | 2     | 0     | —              | —              | 13     | 1      |
| 2019    | Borneo FC     | Liga 1         | 4          | 0          | 0     | 0     | —              | —              | 4      | 0      |
| 2019/20 | TOP Oss       | Eerste divisie | 2          | 0          | 0     | 0     | —              | —              | 2      | 0      |
| 2020/21 | TOP Oss       | Eerste divisie | 35         | 1          | 1     | 0     | —              | —              | 36     | 1      |
| 2021/22 | TOP Oss       | Eerste divisie | 24         | 0          | 1     | 0     | —              | —              | 25     | 0      |
| 2022/23 | De Graafschap | Eerste divisie | 17         | 0          | 0     | 0     | —              | —              | 17     | 0      |
| 2023/24 | De Graafschap | Eerste divisie | 10         | 1          | 0     | 0     | —              | —              | 10     | 1      |
| Totaal  | Totaal        | Totaal         | 167        | 6          | 11    | 1     | 0              | 0              | 178    | 7      |

Bijgewerkt op 22 juli 2024.